# Уряд Болеслава Берута і Юзефа Циранкевича
Уряд Болеслава Берута і Юзефа Циранкевича — уряд Польської Народної Республіки, який спочатку очолив Болеслав Берут у проміжку з 1952 по 1954 рік, а потім Юзеф Циранкевич — у 1954—1956 роках. 

## Історія
Після того, як перший уряд Юзефа Циранкевича пішов у відставку, 20 листопада 1952 року 1-й Сейм Польської Народної Республіки обрав прем'єр-міністром Польщі генерального секретаря Центрального комітету Польської об'єднаної робітничої партії в 1948—1956 роках Болеслава Берута, що з 1947 по 1952 рік був президентом Польщі. 21 листопада 1952 Сейм призначив міністрів уряду Берута. Його Рада Міністрів складалася з 39 членів: прем'єр-міністра, 8 віцепрем'єрів і 30 міністрів. Чотири міністерства залишилися незаповненими. В 1954 році Болеслава Берута було звільнено з посади прем'єр-міністра, а на його місце прийшов колишній віцепрем'єр Юзеф Циранкевич. У складі Ради Міністрів відбулися серйозні зміни, спочатку викликані звільненням Болеслава Берута в 1954 році, а потім подіями Польського жовтня. 20 лютого 1957 року уряд подав у відставку, яку прийняв сейм 2-го скликання. Уряд офіційно припинив роботу на тиждень пізніше, коли було призначено 2-й уряд Юзефа Циранкевича.

## Рада Міністрів Болеслава Берута і Юзефа Циранкевича (1952—1957)
| Міністерство                                                 | Особа                                     | Особа                                           | Час на посаді     | Час на посаді     |
| Міністерство                                                 | Особа                                     | Особа                                           | Вступ на посаду   | Звільнення        |
| ------------------------------------------------------------ | ----------------------------------------- | ----------------------------------------------- | ----------------- | ----------------- |
| Прем'єр-міністр                                              |                                           | Болеслав Берут (ПОРП)                           | 20 листопада 1952 | 18 березня 1954   |
| Заступник прем'єр-міністра                                   | Юзеф Циранкевич (ПОРП)                    | 21 листопада 1952                               | 18 березня 1954   |                   |
| Прем'єр-міністр                                              | Юзеф Циранкевич (ПОРП)                    | 18 березня 1954                                 | 20 лютого 1957    |                   |
| Заступник голови Ради Міністрів                              | Владислав Двораковський (ПОРП)            | 21 листопада 1952                               | 18 березня 1954   |                   |
| Голова Комітету громадської безпеки при Раді Міністрів       | Владислав Двораковський (ПОРП)            | 14 грудня 1954                                  | 30 березня 1956   |                   |
| Заступник голови Ради Міністрів                              | Тадеуш Геде (ПОРП)                        | 21 листопада 1952                               | 24 жовтня 1956    |                   |
| Заступник голови Ради Міністрів                              | Пйотр Ярошевич (ПОРП)                     | 21 листопада 1952                               | 27 лютого 1957    |                   |
| Міністр вугільної промисловості                              | Пйотр Ярошевич (ПОРП)                     | 14 травня 1954                                  | 23 березня 1956   |                   |
| Заступник голови Ради Міністрів                              | Стефан Єндриховський (ПОРП)               | 21 листопада 1952                               | 24 жовтня 1956    |                   |
| Голова Планової комісії Ради Міністрів                       | Стефан Єндриховський (ПОРП)               | 11 липня 1956                                   | 27 лютого 1957    |                   |
| Заступник голови Ради Міністрів                              | Гіларій Мінц (ПОРП)                       | 21 листопада 1952                               | 18 березня 1954   |                   |
| Голова Державної комісії економічного планування             | Гіларій Мінц (ПОРП)                       | 21 листопада 1952                               | 18 березня 1954   |                   |
| 1-й заступник голови Ради Міністрів                          | Гіларій Мінц (ПОРП)                       | 18 березня 1954                                 | 10 жовтня 1956    |                   |
| Заступник голови Ради Міністрів                              | Зенон Новак (ПОРП)                        | 21 листопада 1952                               | 18 березня 1954   |                   |
| 1-й заступник голови Ради Міністрів                          | Зенон Новак (ПОРП)                        | 18 березня 1954                                 | 24 жовтня 1956    |                   |
| Заступник голови Ради Міністрів                              | Зенон Новак (ПОРП)                        | 24 жовтня 1956                                  | 27 лютого 1957    |                   |
| Заступник голови Ради Міністрів                              | Костянтин Рокосовський (ПОРП)             | 21 листопада 1952                               | 13 листопада 1956 |                   |
| Міністр національної оборони                                 | Костянтин Рокосовський (ПОРП)             | 21 листопада 1952                               | 13 листопада 1956 |                   |
| Міністр комунального господарства                            | Фелікс Барановський (ПОРП)                | 21 листопада 1952                               | 1 лютого 1956     |                   |
| Міністр освіти                                               | Фелікс Барановський (ПОРП)                | 11 вересня 1956                                 | 13 листопада 1956 |                   |
| Міністр промислового будівництва                             | Чеслав Бомбинський (ПОРП)                 | 21 листопада 1952                               | 14 липня 1956     |                   |
| Міністр державних сільських господарств                      | Гіларій Хелховський (ПОРП)                | 21 листопада 1952                               | 7 грудня 1954     |                   |
| Міністр зовнішньої торгівлі                                  | Костянтин Домбровський (ПОРП)             | 21 листопада 1952                               | 9 грудня 1956     |                   |
| Міністр сільського господарства                              |                                           | Ян Домб-Коцьол (Об'єднана народна партія)       | 21 листопада 1952 | 18 березня 1954   |
| Міністр лісового господарства                                |                                           | Ян Домб-Коцьол (Об'єднана народна партія)       | 18 березня 1954   | 16 липня 1956     |
| Міністр лісового господарства і деревообробної промисловості |                                           | Ян Домб-Коцьол (Об'єднана народна партія)       | 17 липня 1956     | 27 лютого 1957    |
| Міністр фінансів                                             |                                           | Тадеуш Дітріх (ПОРП)                            | 21 листопада 1952 | 27 лютого 1957    |
| Міністр сільського господарства та харчової промисловості    | Мечислав Гофман (ПОРП)                    | 21 листопада 1952                               | 16 липня 1956     |                   |
| Міністр харчової промисловості                               | Мечислав Гофман (ПОРП)                    | 17 липня 1956                                   | 27 лютого 1957    |                   |
| Міністр освіти                                               | Вітольд Яросинський (ПОРП)                | 21 листопада 1952                               | 4 серпня 1956     |                   |
| Міністр енергетики                                           | Болеслав Ящук (ПОРП)                      | 21 листопада 1952                               | 7 липня 1956      |                   |
| Міністр машинобудування                                      | Болеслав Ящук (ПОРП)                      | 7 липня 1956                                    | 27 лютого 1957    |                   |
| Голова апарату Ради Міністрів                                | Казімєж Міяль (ПОРП)                      | 21 листопада 1952                               | 1 лютого 1956     |                   |
| Міністр комунального господарства                            | Казімєж Міяль (ПОРП)                      | 1 лютого 1956                                   | 27 лютого 1957    |                   |
| Міністр внутрішньої торгівлі                                 | Мар'ян Мінор (ПОРП)                       | 21 листопада 1952                               | 27 лютого 1957    |                   |
| Міністр гірничої промисловості                               | Ришард Нешпорек (ПОРП)                    | 21 листопада 1952                               | 14 травня 1954    |                   |
| Міністр міського та житлово-комунального будівництва         | Роман Пйотровський (ПОРП)                 | 21 листопада 1952                               | 14 липня 1956     |                   |
| Міністр лісового господарства                                |                                           | Болеслав Подедворний (Об'єднана народна партія) | 21 листопада 1952 | 18 березня 1954   |
| Міністр судноплавства                                        |                                           | Мечислав Попель (ПОРП)                          | 21 листопада 1952 | 13 листопада 1956 |
| Міністр громадської безпеки                                  | Станіслав Радкевич (ПОРП)                 | 21 листопада 1952                               | 14 грудня 1954    |                   |
| Міністр державних сільських господарств                      | Станіслав Радкевич (ПОРП)                 | 7 грудня 1954                                   | 19 квітня 1956    |                   |
| Міністр вищої освіти                                         | Адам Рапацький (ПОРП)                     | 21 листопада 1952                               | 27 квітня 1956    |                   |
| Міністр закордонних справ                                    | Адам Рапацький (ПОРП)                     | 27 квітня 1956                                  | 27 лютого 1957    |                   |
| Міністр хімічної промисловості                               | Болеслав Руминський (ПОРП)                | 21 листопада 1952                               | 27 лютого 1957    |                   |
| Міністр автомобільного та повітряного транспорту             | Ян Рустецький (ПОРП)                      | 21 листопада 1952                               | 27 лютого 1957    |                   |
| Міністр закордонних справ                                    | Станіслав Скшешевський (ПОРП)             | 21 листопада 1952                               | 27 квітня 1956    |                   |
| Міністр культури та мистецтва                                | Влодзімеж Сокорський (ПОРП)               | 21 листопада 1952                               | 19 квітня 1956    |                   |
| Міністр легкої промисловості                                 | Евгеніуш Ставинський (ПОРП)               | 21 листопада 1952                               | 27 лютого 1957    |                   |
| Заступник голови Ради Міністрів                              | Евгеніуш Ставинський (ПОРП)               | 4 травня 1956                                   | 24 жовтня 1956    |                   |
| Міністр залізниць                                            | Ришард Стшелецький (ПОРП)                 | 21 листопада 1952                               | 27 лютого 1957    |                   |
| Міністр охорони здоров'я                                     | Єжи Штахельський (ПОРП)                   | 21 листопада 1952                               | 13 листопада 1956 |                   |
| Міністр без портфеля                                         | Єжи Штахельський (ПОРП)                   | 13 листопада 1956                               | 27 лютого 1957    |                   |
| Міністр зв'язку                                              |                                           | Вацлав Шимановський (Об'єднана народна партія)  | 21 листопада 1952 | 13 червня 1956    |
| Міністр юстиції                                              |                                           | Генрик Швьонтковський (ПОРП)                    | 21 листопада 1952 | 21 квітня 1956    |
| Міністр машинобудування                                      | Юліан Токарський (ПОРП)                   | 21 листопада 1952                               | 16 квітня 1955    |                   |
| Міністр автомобільної промисловості                          | Юліан Токарський (ПОРП)                   | 22 квітня 1955                                  | 20 червня 1956    |                   |
| Міністр дрібної промисловості і ремесел                      | Адам Жебровський (ПОРП)                   | 21 листопада 1952                               | 20 вересня 1954   |                   |
| Міністр металургії                                           | Кейстут Жемайтіс (ПОРП)                   | 21 листопада 1952                               | 27 лютого 1957    |                   |
| Міністр державного контролю                                  | Францишек Юзвяк (ПОРП)                    | 12 грудня 1952                                  | 16 квітня 1955    |                   |
| Заступник голови Ради Міністрів                              | Францишек Юзвяк (ПОРП)                    | 16 квітня 1955                                  | 24 жовтня 1956    |                   |
| Міністр закупівель                                           | Антоній Межвинський (ПОРП)                | 9 квітня 1953                                   | 27 лютого 1957    |                   |
| Заступник голови Ради Міністрів                              | Якуб Берман (ПОРП)                        | 18 березня 1954                                 | 4 травня 1956     |                   |
| Міністр сільського господарства                              | Едмунд Пщулковський (ПОРП)                | 18 березня 1954                                 | 30 березня 1956   |                   |
| Голова Комітету громадської безпеки при Раді Міністрів       | Едмунд Пщулковський (ПОРП)                | 30 березня 1956                                 | 28 листопада 1956 |                   |
| Голова Державної комісії економічного планування             | Евгеніуш Шир (ПОРП)                       | 18 березня 1954                                 | 11 липня 1956     |                   |
| Міністр будівництва                                          | Евгеніуш Шир (ПОРП)                       | 14 липня 1956                                   | 13 листопада 1956 |                   |
| Заступник голови Ради Міністрів                              | Станіслав Лапот (ПОРП)                    | 14 травня 1954                                  | 24 жовтня 1956    |                   |
| Міністр внутрішніх справ                                     | Владислав Віха (ПОРП)                     | 14 грудня 1954                                  | 27 лютого 1957    |                   |
| Міністерство промисловості будівельних матеріалів            | Стефан Петрусевич (ПОРП)                  | 1 березня 1955                                  | 27 лютого 1957    |                   |
| Міністр машинобудування                                      | Роман Фідельський (ПОРП)                  | 16 квітня 1955                                  | 7 липня 1956      |                   |
| Міністр державного контролю                                  | Роман Замбровський (ПОРП)                 | 16 квітня 1955                                  | 24 жовтня 1956    |                   |
| Міністр вугільної промисловості                              | Францишек Ваньолка (ПОРП)                 | 23 березня 1956                                 | 27 лютого 1957    |                   |
| Міністр праці та соціальної політики                         | Станіслав Завадський (ПОРП)               | 23 березня 1956                                 | 27 лютого 1957    |                   |
| Міністр сільського господарства                              | Антоній Куліговський (ПОРП)               | 30 березня 1956                                 | 10 січня 1957     |                   |
| Міністр культури й мистецтва                                 | Кароль Курилюк (ПОРП)                     | 19 квітня 1956                                  | 27 лютого 1957    |                   |
| Міністр державних сільських господарств                      | Мечислав Мочар (ПОРП)                     | 19 квітня 1956                                  | 1 грудня 1956     |                   |
| Міністр юстиції                                              | Зофія Васильковська (ПОРП)                | 27 квітня 1956                                  | 27 лютого 1957    |                   |
| Міністр вищої освіти                                         | Стефан Жулкевський (ПОРП)                 | 27 квітня 1956                                  | 27 лютого 1957    |                   |
| Міністр зв'язку                                              |                                           | Ян Рабановський (Стронніцтво Демократичне)      | 13 червня 1956    | 27 лютого 1957    |
| Міністр дрібної промисловості і ремесел                      | Зигмунт Москва (Стронніцтво Демократичне) | 13 липня 1956                                   | 27 лютого 1957    |                   |
| Заступник голови Ради Міністрів                              |                                           | Стефан Ігнар (Об'єднана народна партія)         | 24 жовтня 1956    | 27 лютого 1957    |
| Міністр охорони здоров'я                                     |                                           | Раймунд Баранський                              | 13 листопада 1956 | 27 лютого 1957    |
| Міністр освіти                                               |                                           | Владислав Беньковський (ПОРП)                   | 13 листопада 1956 | 27 лютого 1957    |
| Міністр судноплавства                                        |                                           | Станіслав Дарський                              | 13 листопада 1956 | 27 лютого 1957    |
| Міністр національної оборони                                 |                                           | Мар'ян Спихальський (ПОРП)                      | 13 листопада 1956 | 27 лютого 1957    |
| Міністр зовнішньої торгівлі                                  | Вітольд Тромпчинський (ПОРП)              | 9 грудня 1956                                   | 27 лютого 1957    |                   |
| Міністр сільського господарства                              | Едвард Охаб (ПОРП)                        | 10 січня 1957                                   | 27 лютого 1957    |                   |

## Виноски
1. ↑  До 29 квітня 1955 міністр гірничої промисловості (Dz.U. z 1955 r. nr 18, poz. 105).
2. ↑  До 1 січня 1957 голова Державної комісії економічного планування (Dz.U. z 1956 r. nr 54, poz. 244).
3. ↑  (Dz.U. z 1960 r. nr 20, poz. 119).
4. ↑  До 15 березня 1955 міністр пошти і телеграфу (Dz.U. z 1955 r. nr 12, poz. 70).